# Cirrostratus
Un cirrostratus est un genre de nuage appartenant à l'étage supérieur et situé à une altitude généralement au-dessus de 5 500 mètres. Il est de même nature que le cirrus mais formant un voile continu translucide couvrant totalement ou partiellement le ciel,.
Le cirrostratus est souvent accompagné d'un petit halo et plus rarement des phénomènes qui lui sont associés, décrits sur la page halo (phénomène optique).
Aucunes précipitations ne lui sont généralement associées. Mais comme le cirrus, il annonce l'arrivée d'une dépression.

## Espèces
- Cirrostratus fibratus
- Cirrostratus nebulosus

## Variétés[3]
- Cirrostratus duplicatus
- Cirrostratus undulatus

## Nuage vu d'avion
Au-dessous du nuage
Un cirrostratus a la forme d'un voile blanchâtre recouvrant totalement ou partiellement le ciel. La base de ce nuage est souvent difficile à définir.
À l'intérieur du nuage
Un cirrostratus est souvent composé de plusieurs voiles superposés. À la base du nuage, une turbulence faible peut être observée.
Au-dessus du nuage
La surface supérieure d'un cirrostratus ressemble souvent à celle d'un cirrus [?]. On peut en général observer le sol à travers la couche nuageuse. La surface supérieure peut aussi comprendre des bourgeonnements similaires à des cirrocumulus.

## Bibliographie

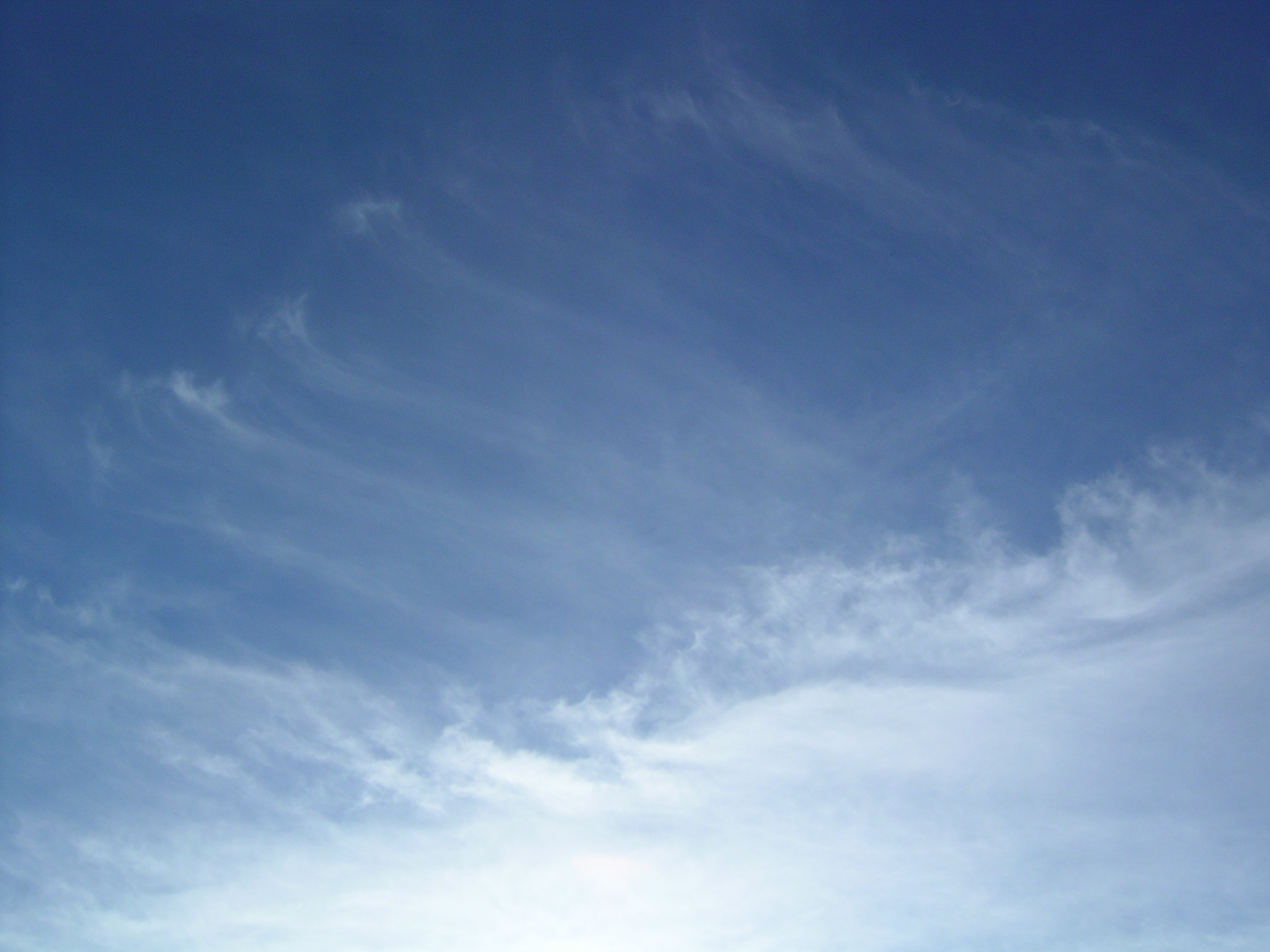
Cirrus et cirrostratus en bas à droite